# Association générale des femmes allemandes

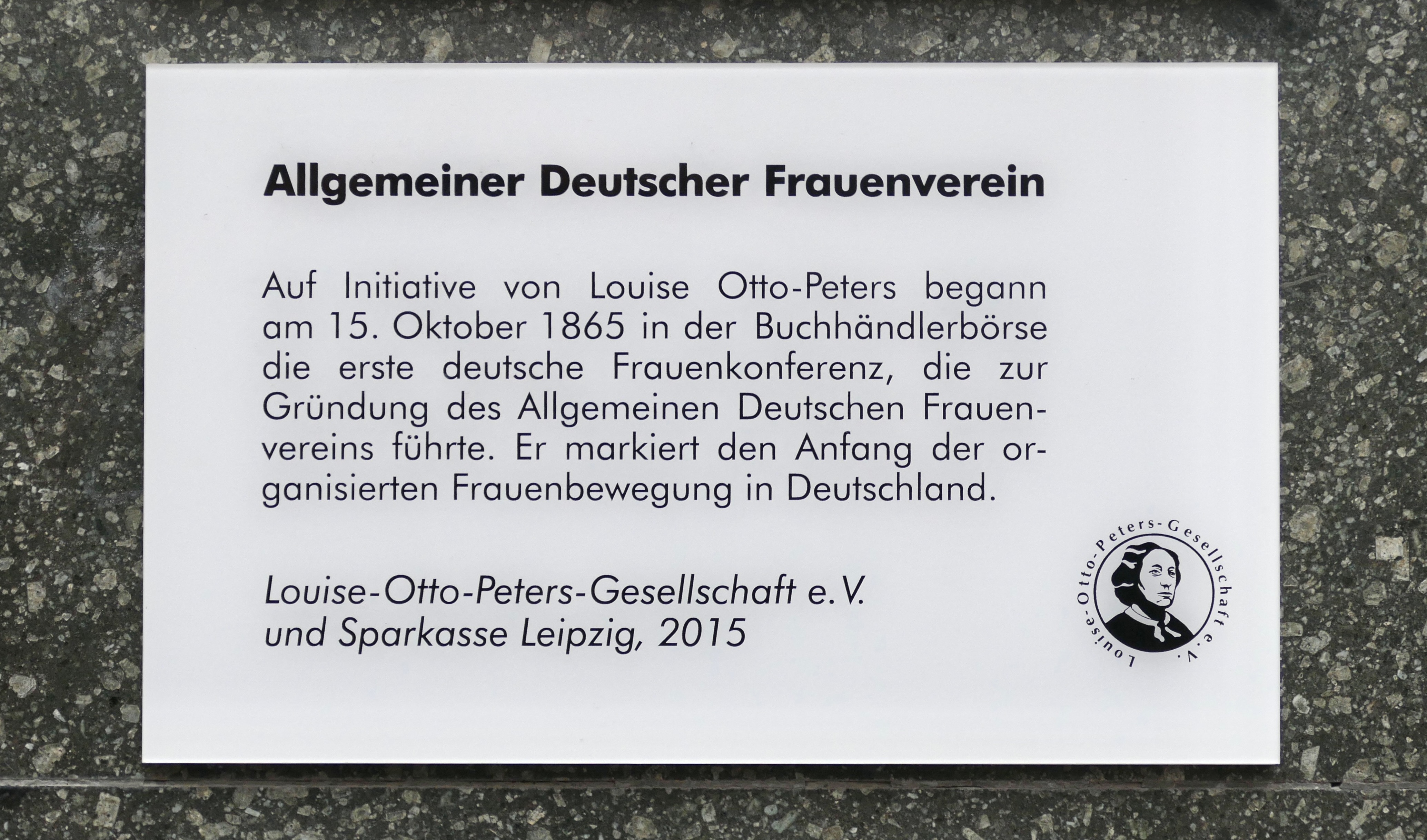
Plaque à Leipzig.

L'Association générale des femmes allemandes (Allgemeiner Deutscher Frauenverein en allemand) est la première association féministe allemande. Elle a été fondée le 18 octobre 1865 à Leipzig par Louise Otto-Peters et Auguste Schmidt. Elle revendique l'égalité des droits entre hommes et femmes, ainsi que le droit à l'éducation pour les femmes. Elle change de nom en 1918 et devient l'Union des citoyennes allemandes (Deutscher Staatsbürgerinnen-Verband en allemand). Elle fait partie de l'Alliance internationale des femmes.

## Histoire
L'association est fondée durant une conférence pour le féminisme se déroulant à Leipzig du 16 au 18 octobre 1865. L'organisation de l'événement est due à l'association pour la formation des femmes, créée la même année par Louise Otto-Peters et Auguste Schmidt. Les participantes viennent principalement de Saxe. Parmi les hommes présents, on compte August Bebel.
En 1896, l'association se divise entre les féministes bourgeoises et celles qui adhèrent au socialisme. 
Après 1918, l'association élargit ses objectifs et se renomme Deutscher Staatsbürgerinnen-Verband. Elle s'autodissout en 1933, afin de ne pas être mise au pas par le régime nazi. Elle est recréée en 1947.

## Objectifs
Le premier but de l'association, est d'offrir aux femmes les mêmes possibilités dans le domaine de l'éducation et de facilité leur participation au monde du travail. À l'époque, seules les professions de gouvernante, institutrice, femme du monde et celles liées aux tâches ménagères sont accessibles aux femmes de la bourgeoisie. Elles ne peuvent pas non plus entrer dans les écoles supérieures. Le baccalauréat et les universités leur sont interdites. Par ailleurs, 
En 2008, l'association lutte pour la construction de lycées professionnels pour les filles, ainsi que pour l'égalité salariale entre hommes et femmes. L'égalité des droits, la protection des femmes enceintes sont d'autres sujets chers à l'organisme.

## Structure et membres
Lors de sa création, Louise Otto-Peters est présidente, Auguste Schmidt adjointe.
L'accès à l'association est réservé aux femmes majeures. Les mineures peuvent également écouter les échanges mais n'ont pas de droit de vote. Les hommes ne peuvent pas non plus être membre, mais peuvent voter à titre consultatif. Cela évite que l'on accuse l'association d'être discriminatoire. Le philosophe Hermann von Leonhardi est nommé membre d'honneur.
Les Neue Bahnen, nouvelles voies, sont l'organe de l'association à partir de 1865. 